# Piazza del Foro
Piazza del Foro è una delle piazze più antiche di Brescia, nata sul foro della città romana del I secolo d.C.. Fa parte del quartiere di Brescia Antica, nel cuore del centro storico, attraversata a nord da via dei Musei. È di forma rettangolare e vi si trova la maggior parte dei resti romani della città, divisi tra il Capitolium, la basilica civile e gli scavi archeologici di Palazzo Martinengo Cesaresco Novarino.

## Storia
Pur risalente alla prima età del ferro, come dimostrano alcuni studi archeologici sui reperti custoditi in palazzo Martinengo, la piazza ha avuto il suo massimo splendore in epoca romana.
All'antico foro romano è stato attribuito da molti il ruolo di centro della vita civile e religiosa della Brixia romana, come dimostrano le presenze del tempio capitolino, posto nella parte settentrionale della piazza, che comprendeva due file di portici laterali di cui è rimasto qualche segno nella parte centrale della piazza, e della Basilica (o tribunale), di cui si conservano alcuni reperti nei palazzi circostanti.
Un'ulteriore dimostrazione della centralità che questa piazza ricopriva nella vita dell'antica Brixia Romana, è la presenza dell'antico Decumano Massimo, antica strada cittadina che permetteva i collegamenti con gli altri centri abitati della zona sull'asse Bergamo-Verona, quella che attualmente è Via Musei, che divideva la piazza da un altro edificio romano, anche se di epoca successiva, il teatro.

## Descrizione
Posta alle pendici del colle Cidneo, la piazza, che presenta una pendenza più che accentuata verso sud, è un esempio dell'unione di varie architetture che Brescia ha subito negli anni.
Insieme agli edifici di epoca romana troviamo costruzioni post-rinascimentali e di epoche successive, mentre rimangono poche le testimonianze del periodo medievale, forse per il progressivo abbandono di questi luoghi da parte dei cittadini dell'epoca per prediligere le "nuove" zone delle attuali piazza Paolo VI e piazza della Vittoria.
Infatti nella parte settentrionale, agli angoli opposti formati dall'incrocio con via Musei, troviamo due esempi di architetture post-Seicento come la chiesa di San Zeno al Foro, edificata nel 1745, e il nobile palazzo Martinengo, fatto costruire da Cesare IV Martinengo Cesaresco verso la metà del Seicento sulla base di un precedente edificio, all'interno del quale è visitabile un percorso archeologico che accoglie testimonianze dall'età del ferro al basso Medioevo, passando ovviamente per l'età romana.
Lungo il Decumano, e nelle zone limitrofe alla piazza, sono presenti numerosi palazzi, anch'essi di epoca rinascimentale, quali palazzo Maggi di Gradella, palazzetto Lana, palazzo Uggeri e palazzo Maggi Gambara, realizzati dall'architetto bresciano Lodovico Beretta.